# チネチッタ (川崎市)
チネチッタ(CINECITTA')は、神奈川県川崎市川崎区小川町にあるシネマコンプレックス、および同館を運営する株式会社チネチッタのことである。
名称はイタリアの首都・ローマにある映画撮影所チネチッタにちなんでいる（チネはイタリア語で「映画」、チッタは「街」を意味する）。

## 概要
運営会社チネチッタの親会社である株式会社チッタエンタテイメントの歴史は長く、1922年（大正11年）に「美須興行（のちのカワサキ・ミス）」として創業している。創業者の美須鐄（みす・こう、1887 - 1972年）は東京都荒川区・日暮里駅前の土地3000坪を購入し、住宅街や娯楽施設を建設。その地で映画館「第一金美館」を開業した。その後、金美館チェーンを拡大してゆき、1937年（昭和12年）に川崎駅東口の湿地帯に「川崎銀星座」を開業。やがて映画館6館や飲食店からなる繁華街を形成し、臨海地域で働く労働者の憩いの場となった。
太平洋戦争末期の1945年（昭和20年）4月15日、川崎大空襲により映画館街は全焼したが、戦後は銀星座の再建を手始めに映画館街の拡大が進められた。また、レジャー産業の時流に合わせてキャバレー・ボウリング場・スポーツセンター・ディスコなどを開業し、川崎駅前に娯楽文化エリアを形成していった。かつて松竹蒲田撮影所があった蒲田にも映画館を進出し、それぞれ「ミスタウン（美須の街）」と呼ばれていた。
1985年（昭和60年）、川崎映画街の再開発事業が始まり、1987年（昭和62年）7月25日にチネチッタと改称して再オープンした。オープニング作品はフェデリコ・フェリーニの『インテルビスタ』。これまで別個の建物だった複数の映画館を新築したビルに収容し、シネマコンプレックスに近いものとなった。チネチッタが開館した直後からそう呼ばれていたわけではないが、株式会社チッタエンタテイメントの公式サイトでは「日本初のシネマコンプレックス」としている。1988年（昭和63年）には隣接地にライブハウス「クラブチッタ川崎」がオープンした。
その後、関東地方では同様の施設が増加したため、対抗するためにボウリング場、旧クラブチッタ等を閉鎖し改築を開始。チネグランデ（旧川崎グランド劇場）を除き改築工事を完了し、2002年（平成14年）11月23日にラ チッタデッラ (LA CITTADELLA) と改称して新装オープンした。翌年9月に元の映画館が収容されていた建物は物販・サービス店舗が入居する建物への転用工事が完了した。
2019年現在のラ チッタデッラは、12スクリーンの映画館「チネチッタ」と各種店舗を擁するマッジョーレ (MAGGIORE) 、店舗のみが入居するビバーチェ (VIVACE) 、ライブホールのクラブチッタ (CLUB CITTA') 、フットサルコートのアレーナチッタ (Arena CITTA’) などで構成されている。
川崎駅周辺には他のシネマコンプレックスも進出しており、2003年9月12日に川崎DICE内のTOHOシネマズ川崎（9スクリーン、全1,902席）が、2006年9月28日にはラゾーナ川崎プラザ内の109シネマズ川崎（10スクリーン、全1,957席）がオープンした。それにも関わらず、チネチッタは年間動員数・興業収入で、2003年・2004年・2005年・2006年の4年連続全国第1位となった
。また2002年11月の新装開店から2011年1月のチネグランデ閉鎖までの間、総座席数が国内最多（13スクリーン、全3,808席）であり、映画館ビルとしても有楽町マリオン（7スクリーン、全4,534席）に次ぐ第2位だった。
全国1位の興行収入を記録する映画館であるために、東京・大阪の映画館以外では珍しく、舞台挨拶などのチネチッタ独自のイベントが催されることが多い。

## 施設
エントランスはマッジョーレ (MAGGIORE) の2階にあり、チケット窓口と自動発券機は1階にある。館内には12のスクリーンがあり、チネ1～チネ7は2階、チネ8～チネ12は4階から入場する。
映画館に付随する設備及び施設は次のとおり。ここでは、チネチッタが直接運営又は管理するものをとりあげている。
ガラスタワー
エレベーターシャフトを包む円柱型のガラスタワーが施設のシンボルとなっており、タワーを中心にロビーが2階から4階まで吹き抜け構造になっている。夜間にはLED照明によるイルミネーションが点灯される。
チケット売場
マッジョーレ1階にある。近年のシネマコンプレックスは自動券売機の設置が増えているが、チネチッタは対面カウンターを常設している。座席はすべて指定席（完全入れ替え制）で、鑑賞作品と上映回を窓口スタッフに伝え、モニタに表示される空席状況から希望の座席を選択する。
チネット自動発券機
マッジョーレ1階のチケット売り場の反対側にある（8台）。CINE-T (チネット) と呼ばれるインターネット予約システムを利用して事前購入したチケットを発券する装置。予約番号を入力するとチケット売場で渡されるチケットと同様のものが発券される。
売店
各種ドリンク、ビール、ポップコーン、ホットドッグ、菓子類など映画館では定番の飲食物を販売する。焼きたてのパン・クロワッサンなどのオリジナルメニューもある。2階入場口横と、2階・4階場内ロビーの3箇所にある。ただし、場内ロビーの売店は、時間帯によっては閉店していることがあり、その際は入場口横の売店を利用するようアナウンスされる。
チネチッタグッズショップ
各種映画のパンフレット、キャラクターグッズ、前売券、ポスター、ポストカード、DVD、CDなどを販売する。劇場とは別テナントとなっており、マッジョーレ2階にある。

### ギャラリー

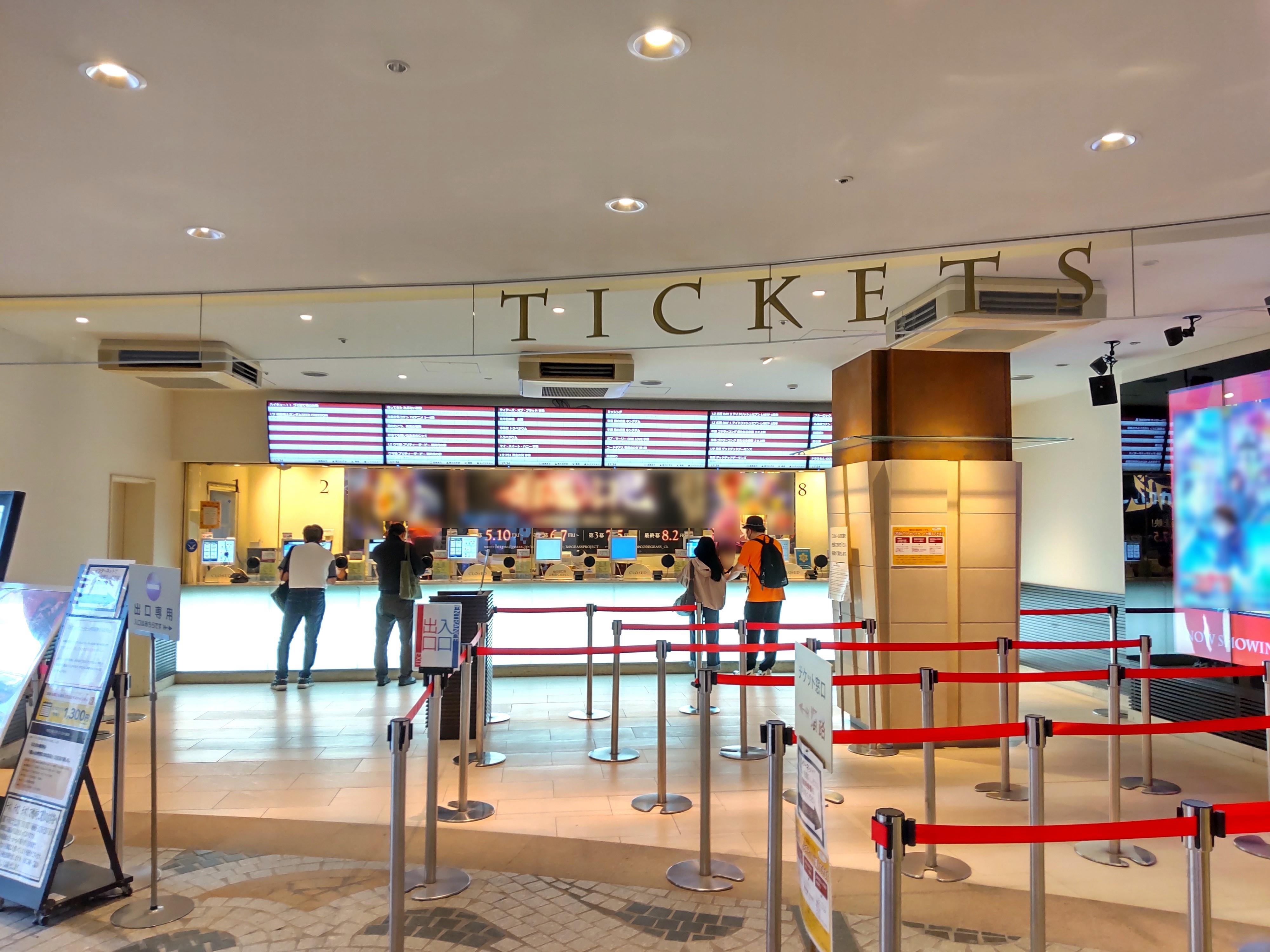
1階チケット売り場
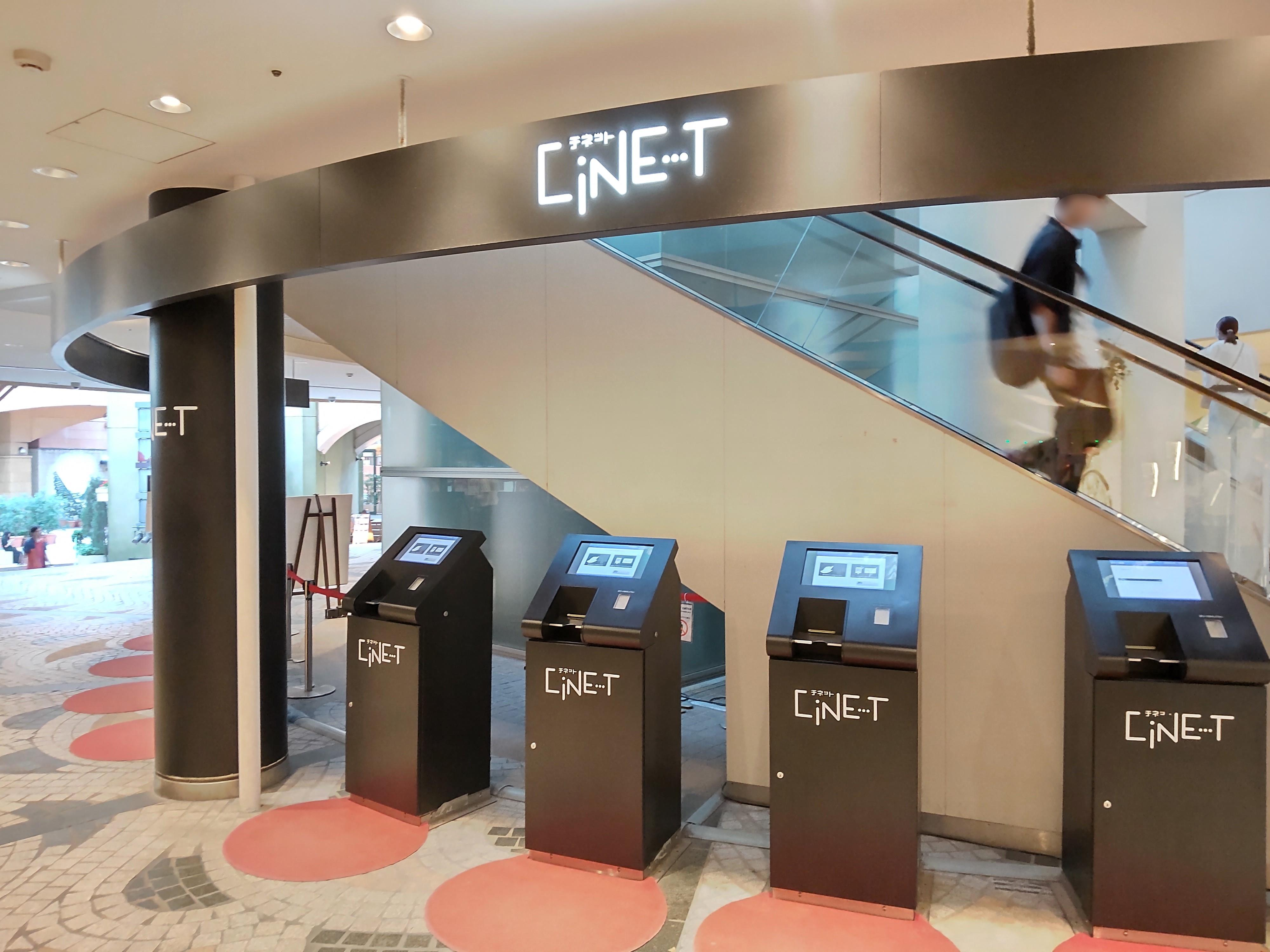
1階CINE-T発券機
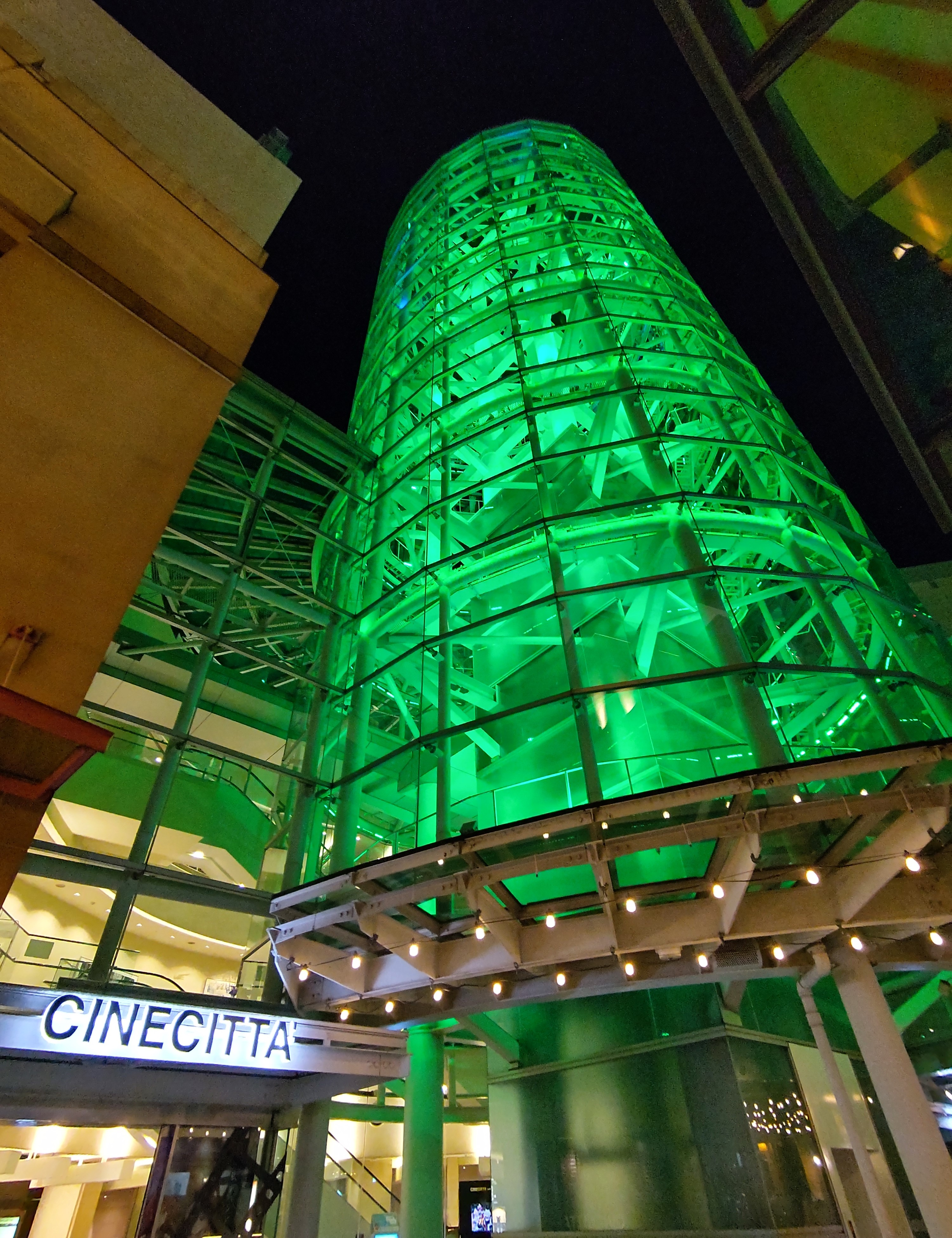
2階エントランス付近
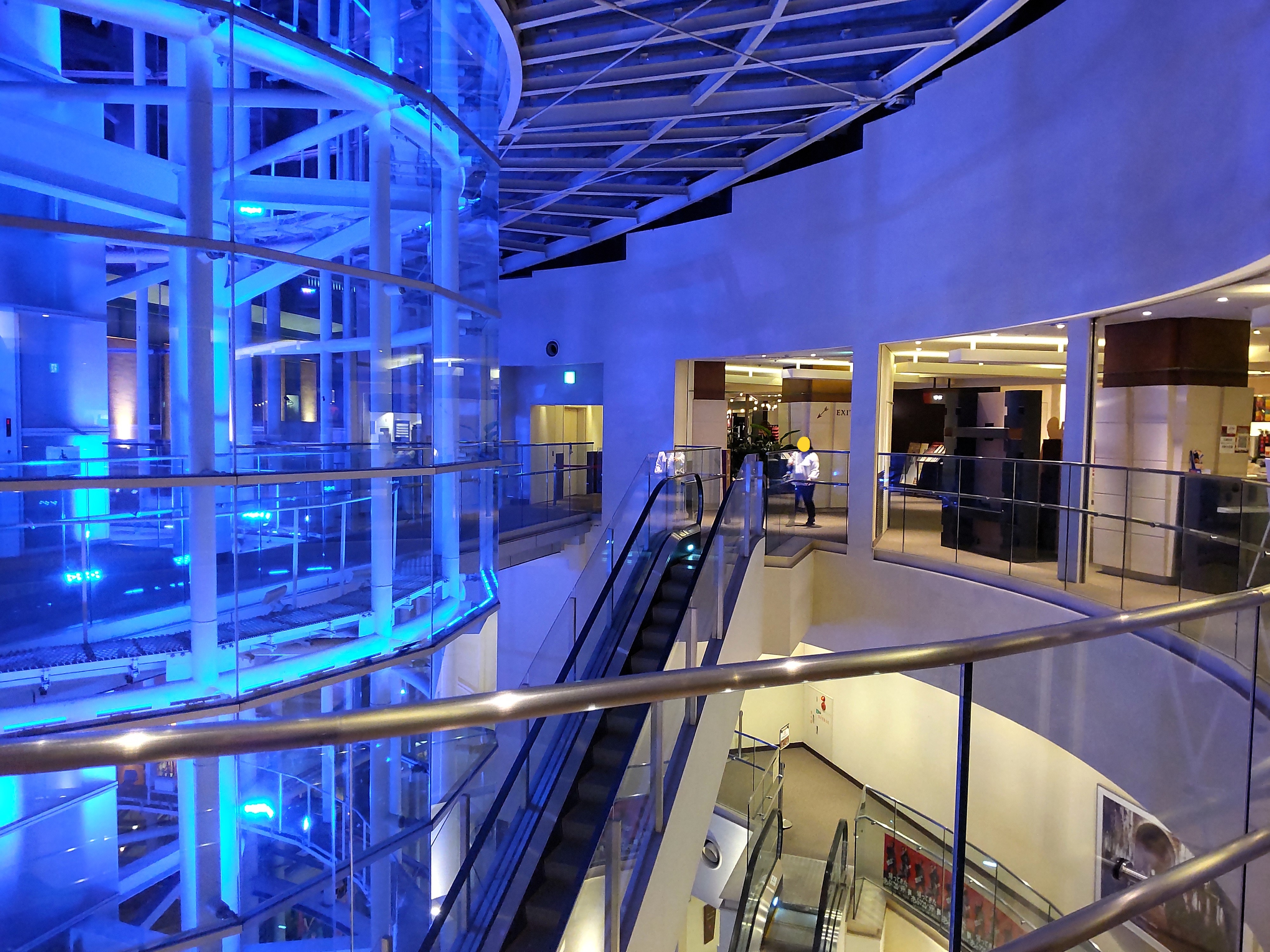
4階ロビー
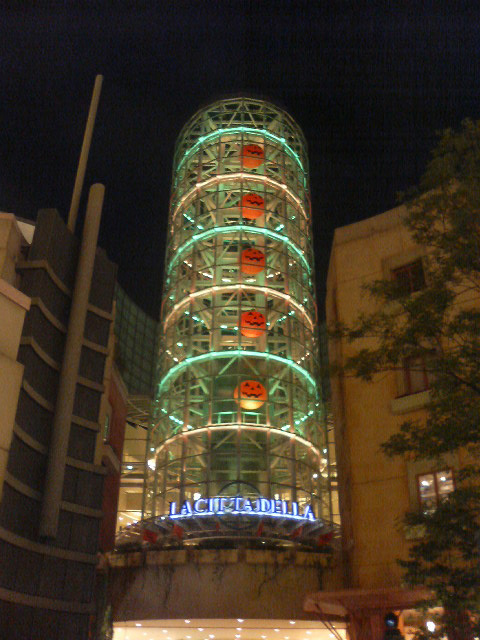
ハロウィンの装飾

## スクリーン

### マッジョーレ (MAGGIORE) 内のスクリーン
2017年5月16日より、全スクリーンがデジタル5.1chからデジタル7.1chにアップグレードされた。
各スクリーンの規模及び設備等の詳細は次のとおり。
| 番号            | 定員数 | 画面サイズ(m) | 映写/音響設備                                             | 備考                                         |
| --------------- | ------ | ------------- | --------------------------------------------------------- | -------------------------------------------- |
| チネ1 (CINE1)   | 107    | 7.7m×4.1m     | デジタル7.1CH                                             |                                              |
| チネ2 (CINE2)   | 129    | 8m×4.3m       | デジタル7.1CH                                             |                                              |
| チネ3 (CINE3)   | 138    | 9.1m×3.8m     | デジタル7.1CH                                             |                                              |
| チネ4 (CINE4)   | 290    | 10.4m×4.3m    | デジタル7.1CH                                             |                                              |
| チネ5 (CINE5)   | 284    | 11.6m×4.9m    | デジタル7.1CH                                             |                                              |
| チネ6 (CINE6)   | 244    | 10.8m×4.5m    | デジタル7.1CH                                             | 3D上映対応                                   |
| チネ7 (CINE7)   | 244    | 10.8m×4.5m    | デジタル7.1CH                                             | 3D上映対応                                   |
| チネ8 (CINE8)   | 532    | 15.4m×6.3m    | RGB 4K レーザープロジェクター デジタル7.1CH(LIVEZOUND)    | 常設舞台あり 過去にはTHX認定シアターであった |
| チネ9 (CINE9)   | 154    | 9.4m×5.1m     | デジタル7.1CH                                             |                                              |
| チネ10 (CINE10) | 191    | 10.9m×4.5m    | デジタル7.1CH                                             |                                              |
| チネ11 (CINE11) | 407    | 16.3m×6.6m    | デジタル7.1CH                                             |                                              |
| チネ12 (CINE12) | 488    | 15.7m×6.5m    | RGB 4K レーザープロジェクター デジタル7.1CH(LIVEサウンド) | 常設舞台あり                                 |

### 旧施設のスクリーン

#### 旧チネチッタ（1987 - 2001年）
1987年に開業したチネチッタは現施設の反対側、現在ビバーチェ(VIVACE) が建つ敷地にあった。開業時5スクリーン、その後3スクリーン増えて全8スクリーン、1,697席であった。建物は地下1階・地上7階建てで、今日のイタリア中世都市風の外観とは異なり、グレーの壁面にトラス構造のエクステリアがあしらわれたモダンな建築であった。『男女7人秋物語』などドラマのロケ地としても利用された。建物の裏手（川崎駅側）はさいか屋川崎店が営業していた（2015年閉店）。
- 定員数[10]：432席（チネ1）、250席（チネ2）、296席（チネ3）、296席（チネ4）、86席（チネ5）、96席（チネ6）、73席（チネ7）、168席（チネ8）
- 音響設備[10]
  - DTS・DS・SRD・SRD-EX（チネ1）
  - DTS・SR（チネ2・3・4・6・8）
  - DS（チネ5・7）

#### チネグランデ (CINE GRANDE)
旧川崎グランド劇場。1スクリーン844席という神奈川県内最大規模の映画館であった。2011年1月10日をもって閉鎖された。入口にあったチケット売場ではチネグランデで上映される映画のチケットのみ購入でき、映画の日、年末年始、夏休みなど繁忙期のみ使用された。
2003年頃には25階建のマンションへ建て替える計画があったが、実現していない。2011年4月に解体され、アレーナ チッタ（フットサルのコートおよびクラブハウス、隣接するカフェ）となっている。
- 定員数：844席
- スクリーン寸法：14.8m×6.4m
- 音響設備：SRD-EX/SRD/DTS
- その他設備：常設舞台あり

#### チネBE (CINE BE)

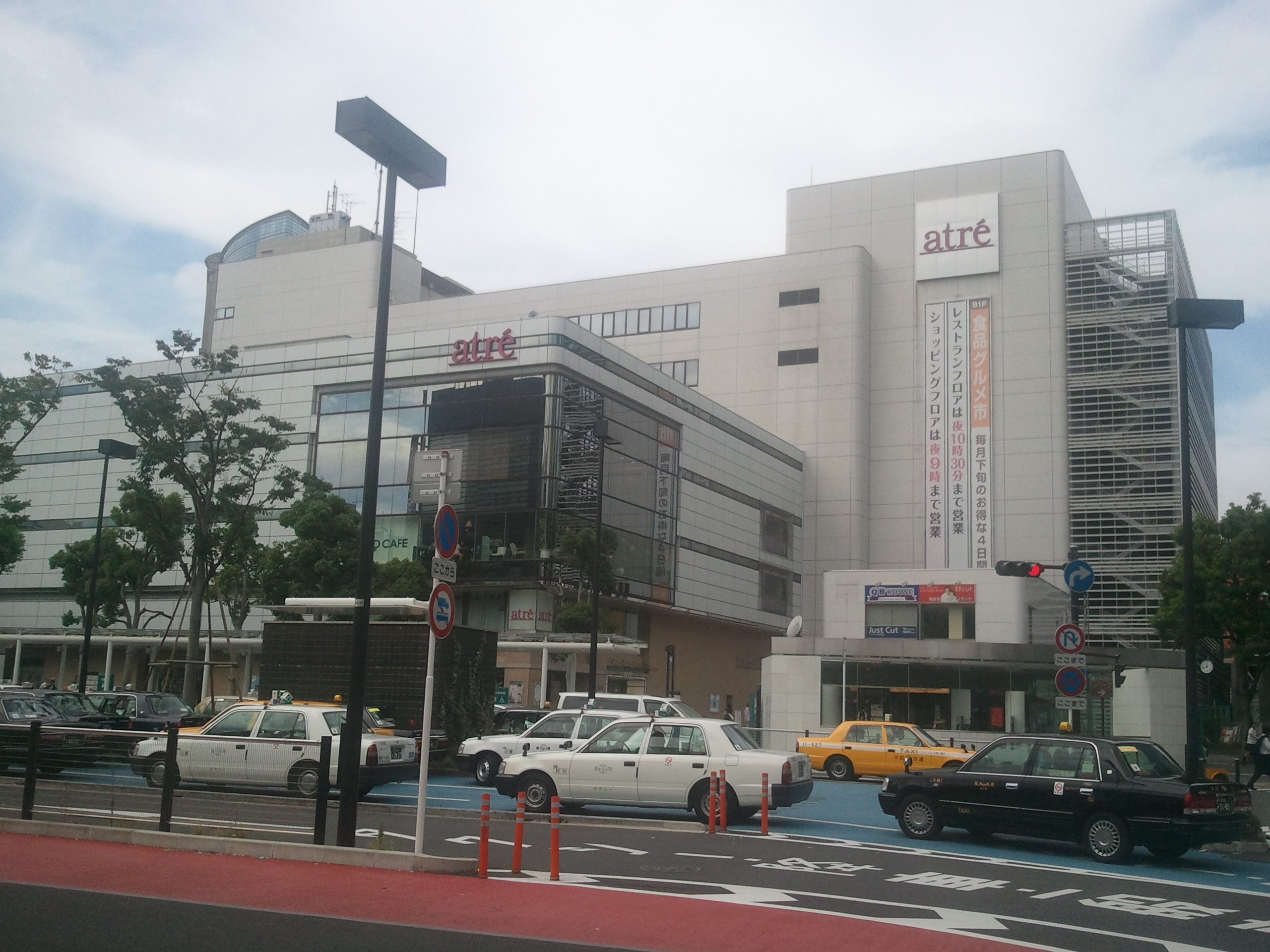
かつてチネBEがあったアトレ川崎（2012年9月撮影）

川崎駅ビルである川崎BE（現・アトレ川崎）の4階に、かつて存在していたスクリーン（177席）。旧称は「川崎駅ビル文化会館」。階段の踊り場に入口が設けられていた。駅と直結した環境にあるため利用者は多かった。2003年ごろに現体制が完成したことにより営業終了。

## 音響設備

### LIVEZOUND

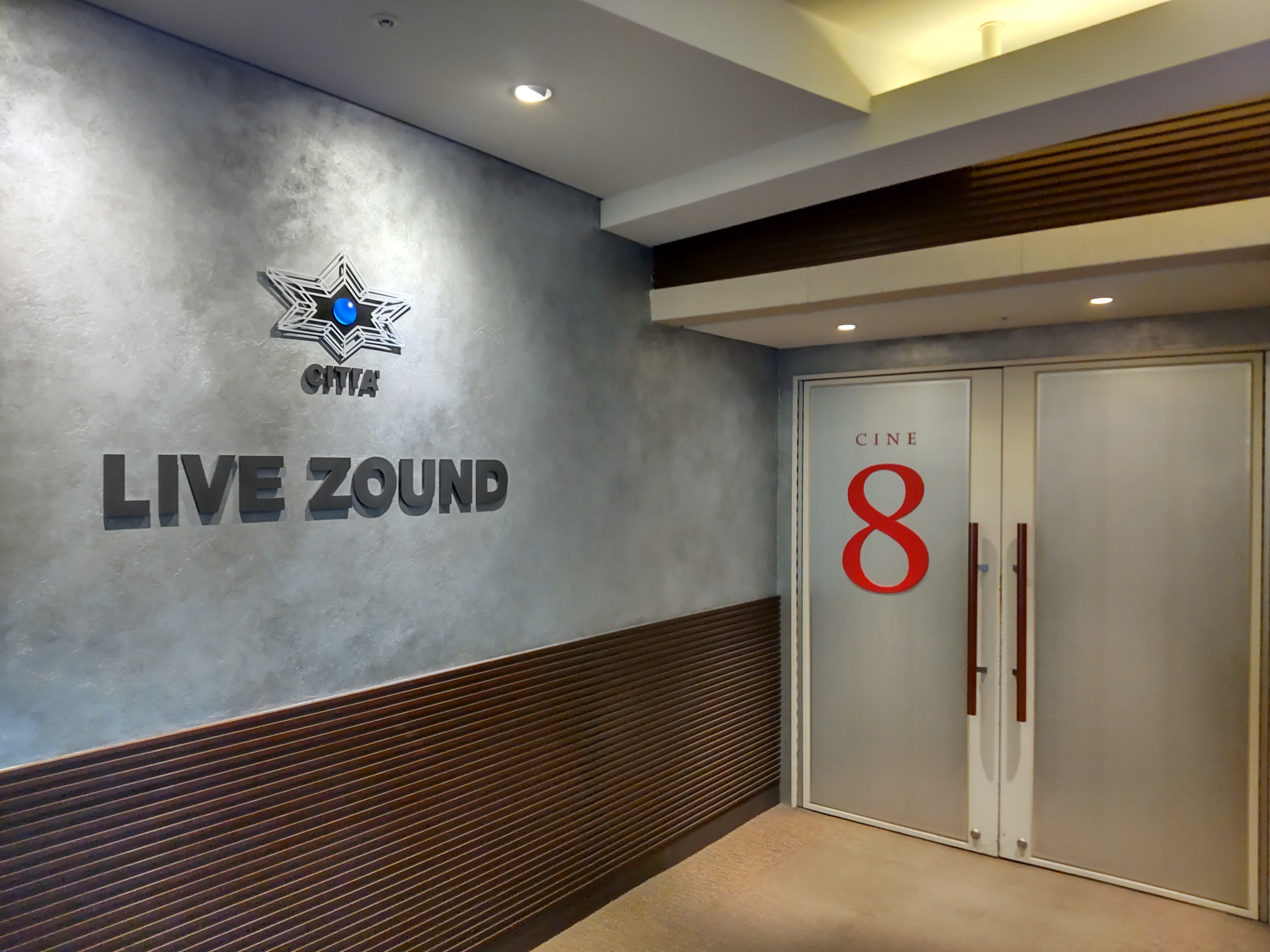
LIVEZOUND音響システムを設備したチネ8

クラブチッタ監修の元、CINE8に導入された音響システム。独d&b audiotechnik社製ラインアレイスピーカー、サブウーファーを導入し、音響効果の向上を図る。
2016年9月17日より稼働開始。こけら落としとなった作品は『君の名は。』および『シン・ゴジラ』。
2017年1月14日にサラウンドスピーカーをd&b audiotechnik社製のものに一新。それ以前はJBL製のものを使用していた。
2017年1月25日に「3つのタクティクス」を発表。音楽の調和を重視する「ハーモニクス」、迫力を重視する「ハードコア」、調和と迫力を両立する「ハイブリッド」の3種類に分類することになった。
2017年5月16日より、7.1ch上映が可能となった。

### LIVEサウンド
常設舞台にサブウーファーを増設することで、ライブハウスのような迫力を目指したもの。LIVEZOUNDと同じく、クラブチッタが監修を行っている。
2016年9月6日までは、CINE8で実施していたが、LIVEZOUND導入のため終了した。2016年10月7日より、CINE12にて実施している。

## サービス
チネチッタが提供するサービスは次のとおり。

### チネクラブ（CINE CLUB）
2018年3月13日のシステム改変をもって導入された、チネカード・ちねっ子倶楽部Pカードに代わる会員サービス。年会費は無料。カードの発行時に700円を要する。
以下のような特典がある。
- 有料鑑賞1回ごとに10ポイントが付与される。ポイントの有効期限は最終有料鑑賞日から1年間で、それを過ぎると失効する。
- 50ポイントで無料鑑賞クーポン（紙ではなくデータ形式）と交換できる。無料クーポンの有効期限は交換から60日。

更に、チネチッタのホームページから本登録を行った場合、
- 有料鑑賞時のポイント付与が自動的に行われる。
- チネチッタHPから無料鑑賞クーポンの引換を行って、インターネット予約で利用することができる。
- 一部の例外を除き、発券前の予約をキャンセルすることができる（上映開始時刻の30分前まで）。
- チネクラブ会員ページから鑑賞履歴を閲覧することができる。
- スマートフォンのチネクラブ会員ページから、チネクラブカード裏面にある会員QRコードを表示することができる。

といった特典が追加される。

### チネット（CINE-T）
インターネットで事前にチケットを購入できるサービス。決済完了後に発行される予約番号を現地に設置されている発券機に入力することで入場チケットを得ることができ、チケット売場に並ぶ必要がない。また、インターネットチケット購入確認メールのURLから表示できるQRコードを発券機の読み取り機にかざすことで、予約番号などの入力なしに即座に発券することができる。
チネクラブ本会員の場合は、チネクラブカード裏面にある会員QRコードを発券機の読み取り機にかざすことで画面に当日の予約の一覧が表示され、一覧から選択して即座に発券することができる。

### 映画半券サービス
映画を鑑賞したチケットの半券を利用してラ・チッタデッラにある各種店舗で優待を受けられるサービス。映画を鑑賞する前でも利用できる。

### パーキングサービス
チケット売り場またはチネチッタグッズショップで映画の半券と駐車券を提示すると、ラ チッタデラの駐車場（タイムズチネピット）・駐輪場の料金が1作品あたり3時間無料となる。

### ラ・チッタデッラ・シンフォニー
マッジョーレ入口前にある噴水によるショー。円形に配置された無数にある噴出口から最大で高さ数mに水を吹き出し、名作映画のテーマ曲と色とりどりの照明とともに多彩な水の演技を見せる。毎正時と毎時30分ごろに実施され、実演数分前になると日本語と英語で予告が放送される。強風で噴水の水が大きく飛び散る場合は実演を見送ることがあるが、通常時も実演前に「風で水が飛び散ることがある」という注意が放送される。噴水は平面的で仕切りも凹凸もなく、普段水が張られていることもないため、噴水の直上を即席のステージにしてライブなどを上演することもある。

## かつて存在したサービス

### チネカード・ちねっ子倶楽部Pカード
「チネカード」は、高校生以上を対象としたチネチッタのポイントカードである。映画を1本鑑賞するたびに1ポイントたまり、5ポイントごとに招待券と引き換えることができる。招待券を使うと、チネチッタで上映中の全ての映画(特別興行を除く)から1本を無料で見ることができる。なお、カードの有効期限は最初にポイントを獲得した日から1年間で、招待券への引き換えは1年1ヶ月以内であれば可能である。引き換えた招待券の有効期限は約1ヶ月間である。
「ちねっ子倶楽部Pカード」は、中学生以下を対象としたポイントカードである。映画を1本鑑賞するたびに1ポイントたまり、3ポイントごとにドリンクかポップコーンのSサイズに引き換えできる。また、全てのプレゼントを引き換えるとゴールドメンバーズカードに切り替わり、3ポイントごとにドリンクかポップコーンのMサイズに引き換えできる。さらに、全てのプレゼントを引き換えるとプラチナメンバーズカードに切り替わり、3ポイントごとにシングルコンボとお好きなパンフレット1冊に引き換えできる。なお、有効期限は最初にポイントを獲得した日から1年間である。
以上のサービスは2018年3月で終了し、以降は「チネクラブ」に移行している。 チネクラブはチネカード同様に5回観賞で1回無料、有効期間は最終観賞日から1年間。年会費は無料だが、カード発行時に500円かかる（再発行時も同様）。チネカード、ちねっ子倶楽部Pカードからのポイント引き継ぎは2018年8月31日に終了した。

## アクセス
- JR東日本川崎駅から徒歩5分、京浜急行電鉄京急川崎駅から徒歩7分。
- 国道1号（第二京浜） 五反田方面より都町交差点左折。
- 国道15号 品川方面より新川橋交差点右折。

## 関連施設
- ライブチッタ
- アスレチッタ蒲田
- クラブチッタ